# Francisco Javier Pérez Villarroya
Francisco Javier Pérez Villarroya (Saragossa, Aragó, 6 d'agost de 1966) és un exfutbolista aragonès.

## Carrera esportiva
Migcampista format en les instal·lacions de la Ciutat Esportiva del Reial Saragossa, va debutar en el primer equip blanc en la temporada 1984-85, encara que no va ser fins a 1987 quan es va establir definitivament en l'elit, amb Manolo Villanova com a entrenador del conjunt aragonès.
Villarroya es va fer amb la titularitat de manera gairebé inqüestionable durant tres temporades, en les quals va jugar 115 partits oficials amb el Reial Saragossa, va marcar sis gols i va estrenar la internacionalitat amb la selecció. Villarroya va acudir al Mundial d'Itàlia, en 1990, com flamant fitxatge del Reial Madrid. Titular durant dues temporades seguides, amb Radomir Antic i Leo Beenhakker, en la campanya 1992-93 va començar el seu declivi al perdre la confiança del nou tècnic, Benito Floro.
En 1994 va posar rumb a La Corunya, fins que en 1996 va fitxar per l'Sporting de Gijón i, en 1998, pel CD Badajoz, en el qual va posar fi a la seva carrera com futbolista d'elit després de disputar 14 partits amb la selecció i 276 en Primera Divisió.

## Clubs
| Club                   | Any       |
| ---------------------- | --------- |
| Reial Saragossa        | 1984-1990 |
| Reial Madrid           | 1990-1994 |
| Deportivo de La Coruña | 1994-1996 |
| Sporting de Gijón      | 1996-1998 |
| Club Deportivo Badajoz | 1998-1999 |